# Resolució 2280 del Consell de Seguretat de les Nacions Unides
La Resolució 2280 del Consell de Seguretat de les Nacions Unides fou adoptada per unanimitat el 7 d'abril de 2016. El Consell va ampliar les sancions contra Sudan del Sud per un mes i mig.
El president del Consell de Seguretat, en aquest moment el representant xinès Liu Jieyi, també va presentar un text,on acollia amb satisfacció el progrés en la implementació dels passos establerts en el text anterior sobre Sudan del Sud, inclosos els arranjaments de seguretat i el retorn d'uns 800 soldats i agents de l'oposició a la capital, Juba. Es va instar també a dur a terme els passos restants.
El líder de l'oposició, Riek Machar, va anunciar que tornaria el 18 d'abril per formar un govern de transició amb el president Salva Kiir Mayardit.

## Contingut
El 17 de març de 2016 el Consell de Seguretat va expressar la seva preocupació perquè el govern i l'oposició al Sudan del Sud no complien el seu acord per resoldre el conflicte polític al seu país. Per això, el Consell de Seguretat va exigir els següents passos:
- Compliment de l'alto el foc;
- Participació en la plena implementació de les normes de seguretat a la capital Juba;
- El president, primer vicepresident i vicepresident ocuparan els càrrecs del govern a Juba;
- No es prendrà cap acció contra el comunicat de la IGAD del 30-31 de gener de 2016.[3]
- Protegiran la població i rebrà ajuda humanitària;